# Anna Eva Strohm
Anna Eva Strohm (* 2. Februar 1892 in Mainz; † 23. September 1976 in Berg) war eine deutsche Buchhalterin.

## Leben
Anna Eva Strohm besuchte eine Volksschule sowie die Handelsschule in Mainz und machte die kaufmännische Lehre. Von 1910 bis 1918 arbeitete sie als Kontoristin und Buchhalterin in Mainz, danach wechselte sie als Bankbeamtin und Buchhalterin zur Deutschen Bank nach München, bis sie 1922 Buchhalterin bei der Bauhütte München und Südbayern wurde, dieser Arbeit ging sie bis 1926 nach. 
1927 wurde sie Arbeitsvermittlerin für kaufmännische Angestellte beim Arbeitsamt München, bis sie 1933 im Rahmen der Machtergreifung durch die Nationalsozialisten entlassen und in Schutzhaft genommen wurde. Nach ihrer Entlassung arbeitete sie von 1934 bis 1946, also auch während des Zweiten Weltkriegs als Buchhalterin und kaufmännische Leiterin bei verschiedenen Münchener Baufirmen, hinterher als Kassenleiterin beim Bayerischen Gewerkschaftsbund. 1950 wurde sie Bankbevollmächtigte beziehungsweise Bankprokuristin bei der Bank für Wirtschaft und Arbeit AG in München. 1957 trat sie in den Ruhestand. 
Von Januar 1954 bis Dezember 1965 war sie Mitglied des Bayerischen Senats. Ferner war sie ehrenamtliche Mitarbeiterin im Frauenausschuss und Angestelltenausschuss des DGB Bayern und gehörte dem Bezirksausschuss des 34. Stadtbezirks (Waldfriedhofviertel) von München an. Der Bayerische Verdienstorden wurde ihr am 17. Mai 1963 verliehen.